# Karpa (województwo warmińsko-mazurskie)
Karpa (niem. Karpa, 1938–1945 Karpen) – wieś w Polsce położona w województwie warmińsko-mazurskim, w powiecie piskim, w gminie Pisz.
W latach 1975–1998 miejscowość administracyjnie należała do województwa suwalskiego.

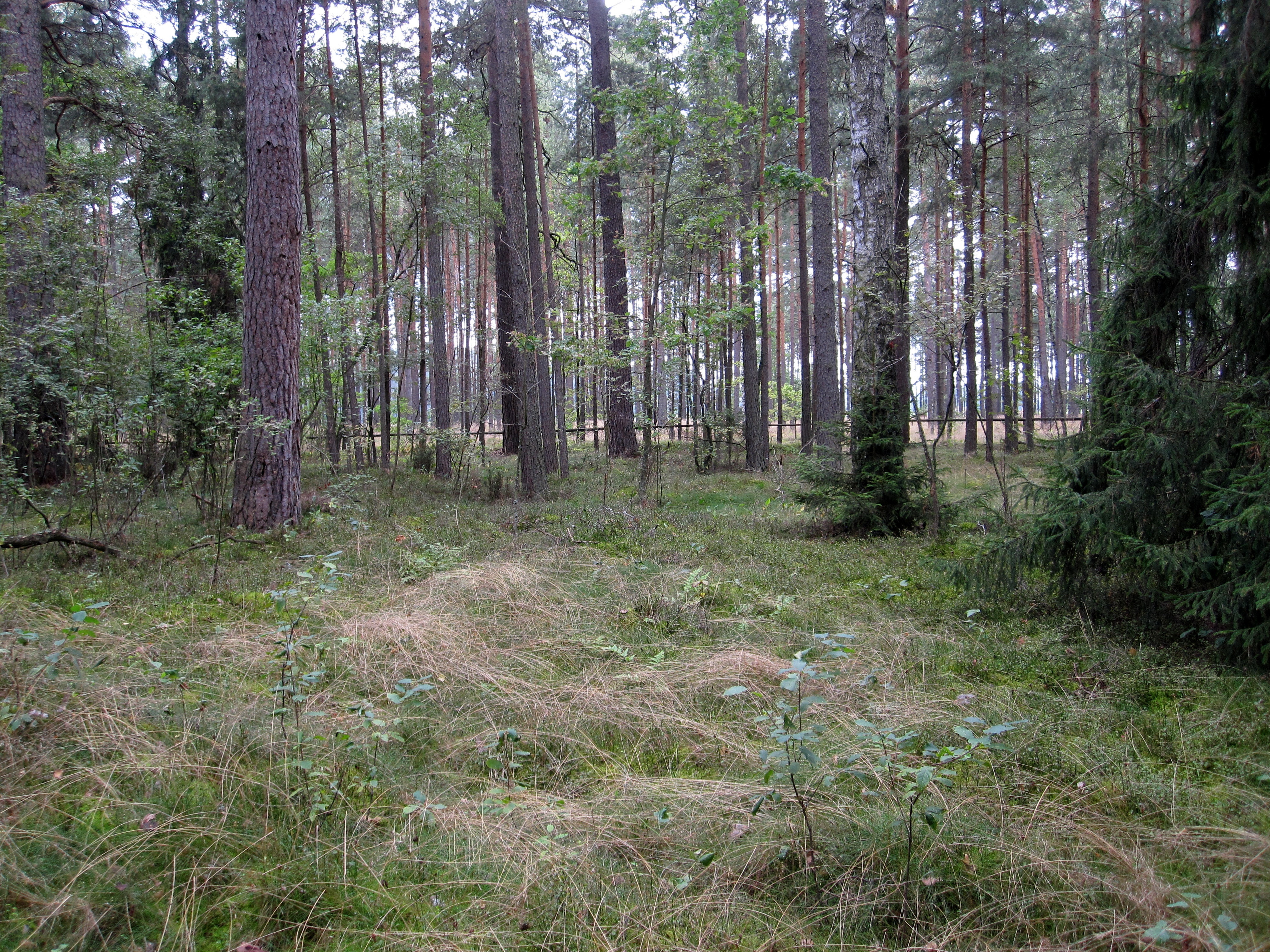
Pozostałości cmentarza w Karpie